# ニュピ

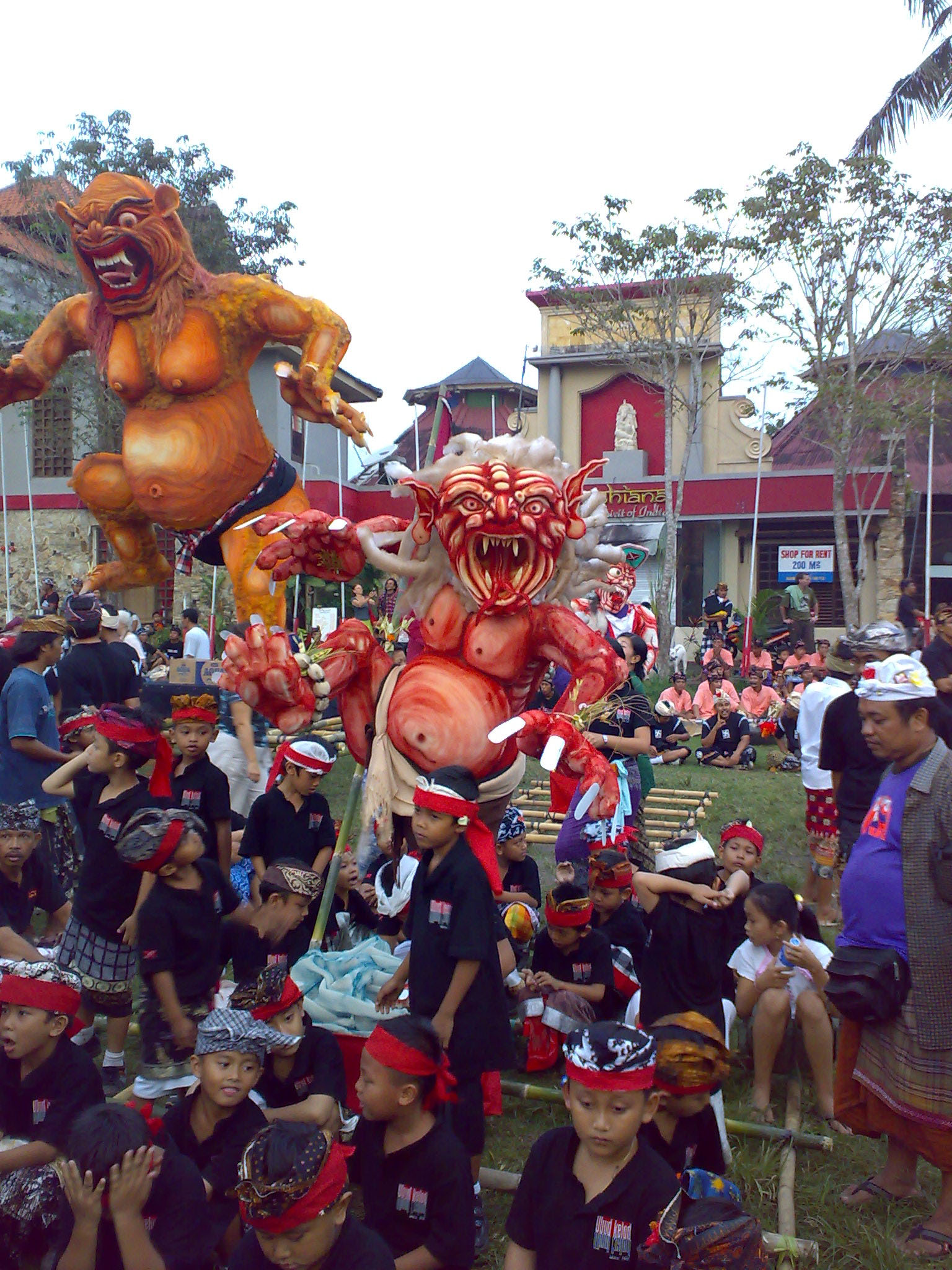
オゴオゴ

ニュピ（インドネシア語: Nyepi）は、バリ・ヒンドゥーの元日（サカ暦の元日）である。西暦の3月ごろにあたる。この日、バリ島では一日中、空港や港、宿を含め、ほとんどの施設が閉鎖され、観光客も外出できない。
バリ・ヒンドゥーが信仰されている場所では、前日にオゴオゴという大きな鬼の張りぼてが練り歩く。